# Stephen Roche
Stephen Roche (Dundrum, 1959. november 28. –) ír profi kerékpáros. 1987-ben megnyerte a Tour de France-t, diadalmaskodott a Giro d’Italián, emellett világbajnok lett.